# Adam Makowicz
Adam Makowicz, (Hnojník, 1940. augusztus 18. –) lengyel-kanadai zongorista. Makowicz komoly feltűnést keltett, amikor az Amerikai Egyesült Államokba érkezett, mert szinte Art Tatum technikájú zongorista volt. De Makowicznak régóta megvan a saját stílusa. A dzsessz legkülönbözőbb irányzataiban otthon van − a swingtől a hard bopig.

## Pályafutása
Adam Makowicz egy lengyel családban született a csehországi Hnojníkban − a náci Németország által a második világháború elején elcsatolt területen. A háború után Lengyelországban nevelkedett. Klasszikus zenét tanult a krakkói Chopin Conservatory of Musicon.
Szenvedélye lett a modern dzsesszzene. Szakmai élete azzal kezdődött, hogy a klasszikus zongoristából turnézó dzsesszzongoristává vált. A pályakezdés nehézségei után Makowicz rendszeresen fellépett egy kis dzsesszklubban egy krakkói ház pincéjében.
Aztán a lengyel „Jazz Forum” olvasói a legjobb jazz zongoristának választották.
1977-ben Makowicz 10 hetes koncertkörútra indult az Egyesült Államokban. 1977-ben New Yorkban telepedett le. Makowiczot az 1980-as években kitiltották Lengyelországból, miután a lengyel rezsim hadiállapotot vezetett be a Szolidaritás mozgalom leverésére.
Az 1950-es évek végén kezdett dzsesszt játszani. Tomasz Stańkoval megalakította az egyik első európai free jazz együttest, a Jazz Daringst.
1965-től saját együtteseit vezette Varsóban. 1970-ben elektromos zongorán játszott Michał Urbaniak zenekarában. Urszula Dudziakkal is dolgozott.
A 2000-es években a kanadai Torontóba költözött, ahol koncertzongoristaként folytatta pályafutását. Karrierje Makowicz olyan jelentős szimfonikus zenekarokkal is fellépett, mint a National Symphony Orchestra a Carnegie Hallban, a Kennedy Centerban és más amerikai és európai koncerttermekben. Több mint 30 dzsessz-, pop- és klasszikus zenei albumot vett fel Frédéric Chopin, George Gershwin, Irving Berlinés más zeneszerzők darabjaiból.
Chopin és Gershwin zenéit adta elő és rögzítette a Varsói Filharmonikusokkal, a Moszkvai Filharmonikusokkal, a Washingtoni Nemzeti Szimfonikusokkal, a Londoni Királyi Filharmonikusokkal és más nemzetközileg elismert társulatokkal. 1999-ben, Chopin halálának 150. évfordulója alkalmából Adam Makowicz zongorán tisztelgett Chopin előtt a washingtoni francia nagykövetségen.
Makowicz saját zongorára írt kompozíciókat is írt és lemezre rögzített.

## Lemezválogatás
- 2975: Adam Makowicz piano, Polish Jazz vol. 43,
- 1977: Adam
- 1983: The Name is Makowicz-live at Sheffield Lab; Phil Woods, Marc Johnson, Bill Goodwin, Gene Estes
- 1986: Moonray
- 1987: Interface
- 1983: The Music of Jerome Kern
- 1993: Live at Maybeck Recital Hall
- 1994: My Favorite Things: The Music of Richard Rodgers
- 1997: A Tribute to Art Tatum
- 1998: Gershwin Bank Slask (in Polen)
- 2000: Reflections on Chopin
- 2003: Adam Makowicz plays Duke Ellington
- 2003: Songs for Manhattan Adam Makowicz (szólólemez)
- 2003: A Tribute to George Gershwin (DVD)
- 2004: Makowich & Leszek Możdżer at Carnegie Hall

## Díjak
- 2005: Polonia Restituta Érdemrend parancsnoki keresztje
- 2008: az amerikai lengyel közösség fennállásának négyszázadik évfordulója alkalmából azzal tüntették ki, hogy bekerült az Amerikai Egyesült Államok történetének legkiválóbb lengyelei közé.
- 2009: Gloria Artis Kulturális Érdemrend
- 2021: Golden Fryderyk kitüntetés
- 2022: a Szczecini Művészeti Akadémia díszdoktora. Ez volt az első tiszteletbeli doktori cím Lengyelországban, amelyet dzsesszzenész kapott.